# Forbidden Siren
Forbidden Siren (i Nordamerika och Asien känt som Siren (サイレン Sairen?) är ett survival horror-spel utvecklat av Sony Computer Entertainment. Det släpptes till Playstation 2 år 2004. Spelet har en uppföljare vid namn Forbidden Siren 2.